# 南非竹筴魚
南非竹筴魚（学名：Trachurus capensis），為輻鰭魚綱鱸形目鱸亞目鰺科竹筴魚屬下的一個種，為亞熱帶海水魚，分布於東大西洋區，從幾內亞灣至南非海域，深度0-500公尺，體呈長橢圓形且側扁，背鰭2個，尾鰭叉形，體背部藍綠色，腹部銀白色，側線明顯，體長可達60公分。棲息在沿海沙底質海域至大陸棚，成群活動，會進行垂直性洄游，白天在底部到夜晚則至表層覓食，屬肉食性，稚魚主要捕食橈腳類的動物，而成魚則以其他魚類及無脊椎動物為食，為高經濟價值的食用魚，主要以拖網方式捕獲。